# Nada Arkaji
Nada Mohamed Wafa Arakji (en arabe : ندى عرقجي ), née le 30 octobre 1994, est une nageuse qatarienne.

## Biographie
Elle participe au 50 m nage libre aux Jeux olympiques d'été de 2012 devenant la première femme à représenter le Qatar aux Jeux olympiques,.
La famille d'Arakji est fortement impliquée dans le sport. Elle est la fille de l'ancien gardien de but de l'équipe nationale de football du Qatar et joueur du club Al Sadd Mohamed Wafa Arakji. Elle est étudiante à l'Université Carnegie Mellon au Qatar.
Elle représente le Qatar aux Championnats du monde 2019 qui se sont tenus à Gwangju, en Corée du Sud. Elle participe aux épreuves de 50 mètres nage libre féminin et de 100 mètres nage libre féminin,. Dans les deux épreuves, elle ne s'est pas qualifiée pour participer aux demi-finales,.